# Espaço arquitetônico

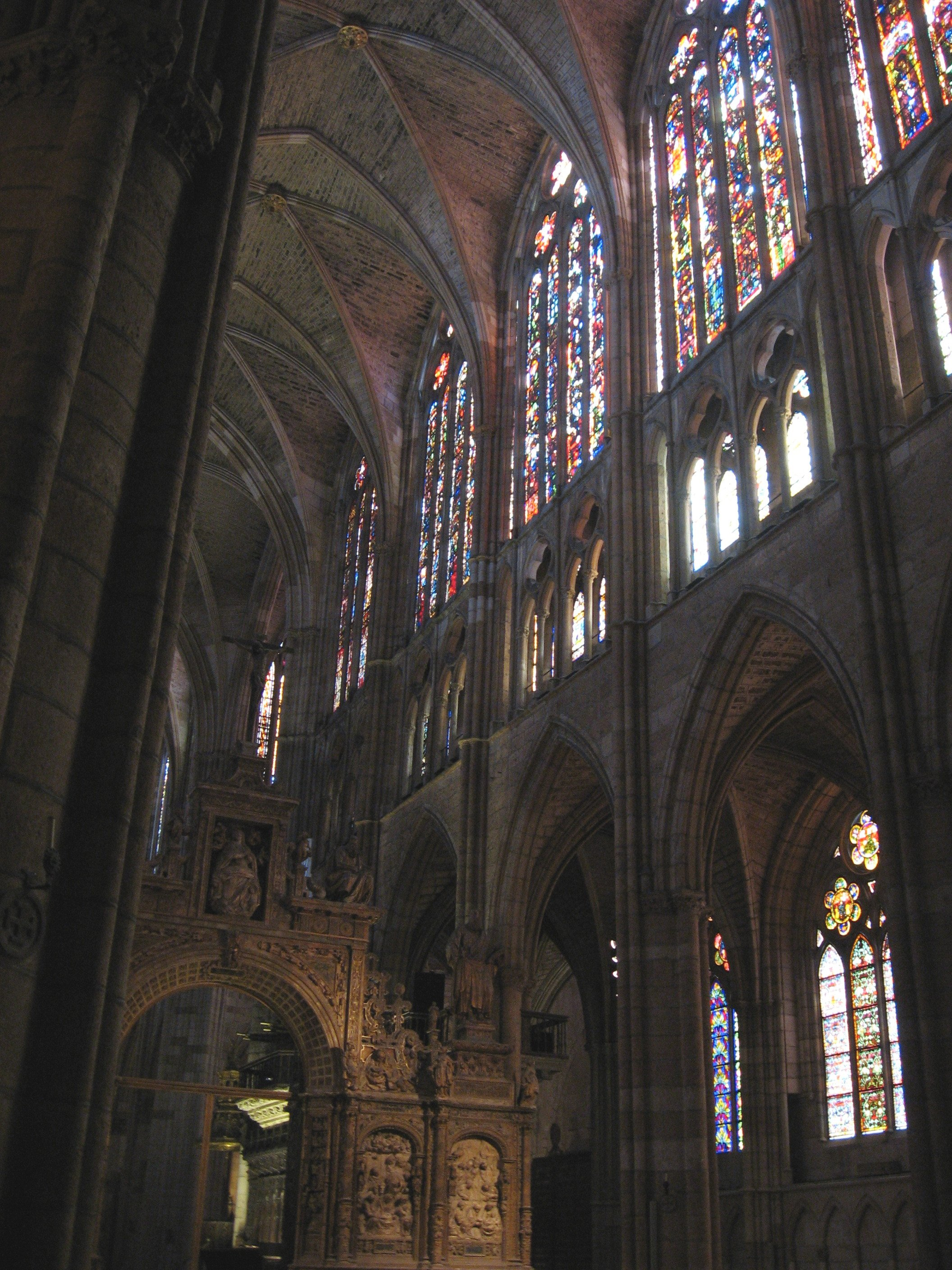
Interior da catedral de Leão, com abóbadas de cruzaria, que permitem uma grande altura e aliviam os muros, deixando uma grande superfície de vãos para as vitrais. A nave central é compartimentada pelo fechamento do coro. As naves laterais permitem trajectórias que inclusive rodeiam o altar maior mediante um deambulatório, bem como a abertura de capelas, verdadeiros espaços multifuncionais dentro do templo.

Configurar espaços arquitetónicos adequados é o objectivo principal da arquitetura. Conseguem-se auxiliando-se de elementos arquitétonicos. Se potenciam apoiando na configuração do meio (urbanismo) ou recreando ditos elementos (artes decorativas).
É percebido quando penetramos uma edificação, seja por habitantes ou espectadores. O espaço arquitetónico tem seus próprios significados culturais, psicológicos e emocionais. Por exemplo, podemos dizer que existem espaços arquitetónicos religiosos. Este espaço produz uma sensação de reflexão ou introspecção dedicados e necessários à sua função. Portanto, um espaço arquitetónico pode promover diversas sensações num indivíduo tais como religiosidade, proteção, segurança. É definido também como a junção entre massa e volume, constatada em várias escalas diferentes, pode ter função específica, semelhante ou agrupada.
Espaços arquitetónicos singulares são: os pórticos, hipetros, celas, pátios, atrios, naos, criptas, etc.

## (os quatro espaços sao funcionalidade, tecnica, custos e conforto. )O conceito de espaço arquitetónico ao longo da história e a historiografia
O conceito de espaço arquitetónico ao longo da história tem estado submetido a uma contínua reflexão e revisão por profissionais como arquitetos e historiadores da arte, fazendo notar suas diversas formas de pensamento, a partir da tradição, da teoria e a cultura arquitetónica do momento do desenvolvimento da obra; influindo também os usos políticos e culturais do momento e tudo ao mesmo tempo influído pelas muitas tentativas de definição de espaço dentro do âmbito da filosofia, a ciência e a arte ao longo da História.
O conceito do espaço converteu-se numa criação histórica, e quanto à Idade Moderna refere-se, o edifício e o meio que lhe rodeia tem intervindo de uma maneira muito especial em seu conceito. Isto é, em sua dupla dimensão arquitetónica e urbanística.É importante as relações que se estabelecem entre si e com o meio que lhes rodeia, atuando como elemento decisivo na Idade Moderna para arquitetos e urbanistas à hora de projetar as suas obras. Assim o reconhecia já no Quattrocento Leon Battista Alberti, o primeiro grande teórico do Renascimento, quando indicava que "a rua resultaria mais bela se todos os pórticos feitos do mesmo modo e os edifícios destinados a moradias, bem alinhados a um e outro lado,e não mais um que outro...."(De Re Aedificatoria, 1450). Alberti, também reivindicava um vínculo entre o edifício e seu espaço exterior do que dependia a criação do espaço urbano. E esta ideia acabou fazendo parte de uma nova ideia de construção de cidade a partir dos séculos XV e XVIII.

## Volume e espaço arquitetónico
A arquitetura tem ao espaço como elemento primordial, o pormenoriza e o delimita mediante o volume. Volume arquitetónico e espaço arquitetónico são independentes, e às vezes a sua sensação e percepção não coincidem. Também nem sempre coincide o volume com a forma material que o delimita, pois variam: a proporção de níveis interiores; a dimensão visual da cor e as texturas; e a direção das transparências.

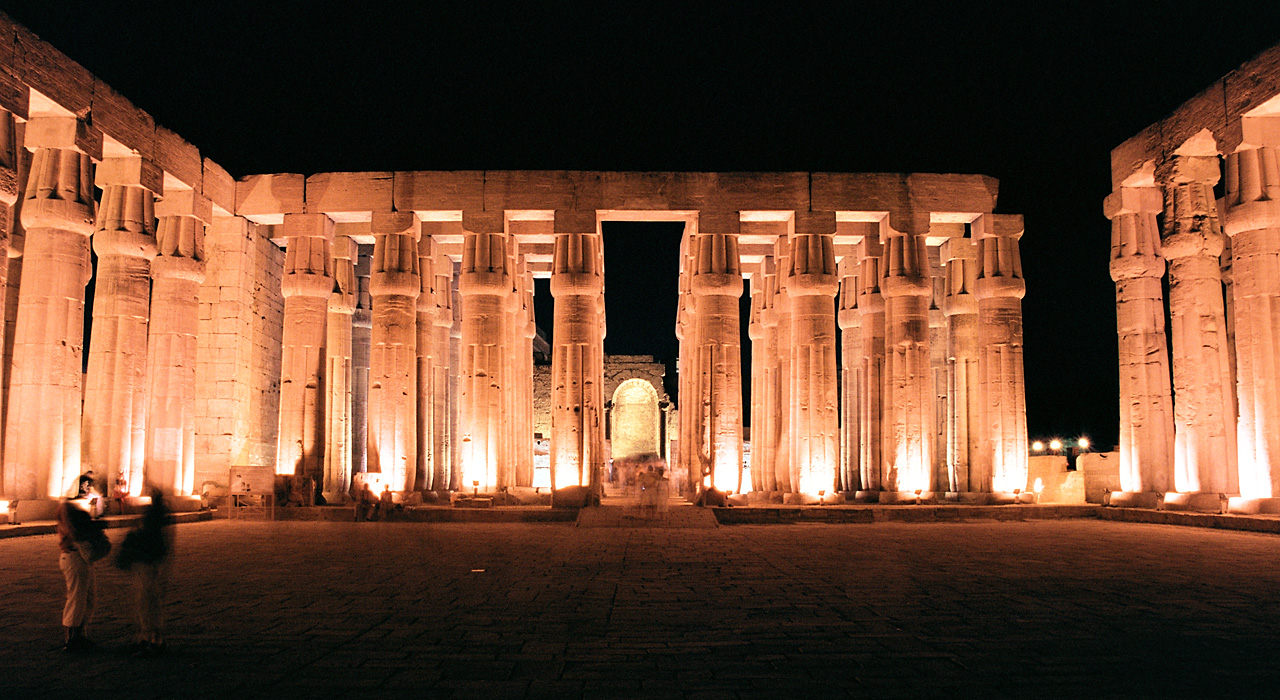
Pátio do templo de Luxor, Egipto.
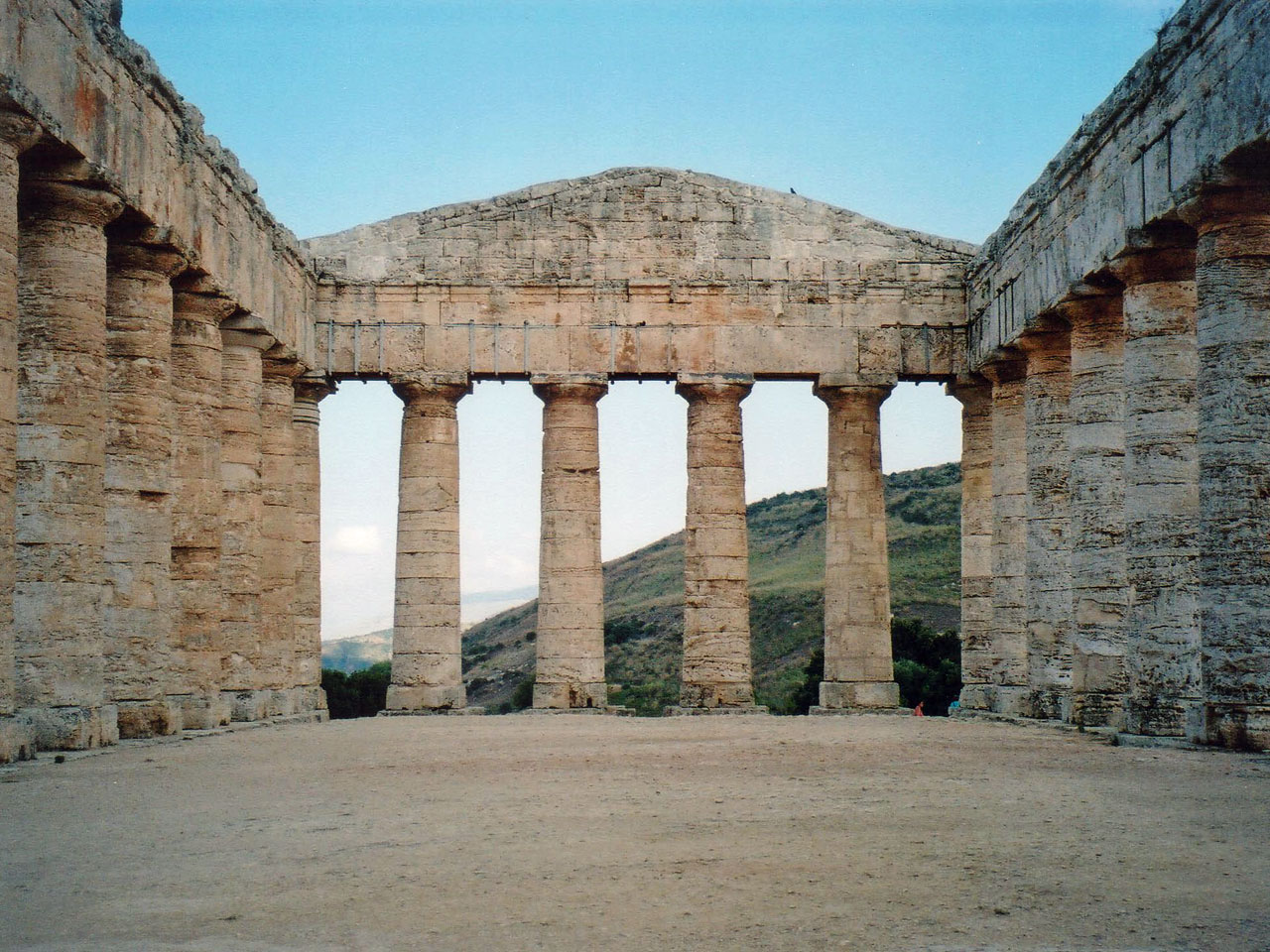
Restos do templo de Demeter em Segesta.
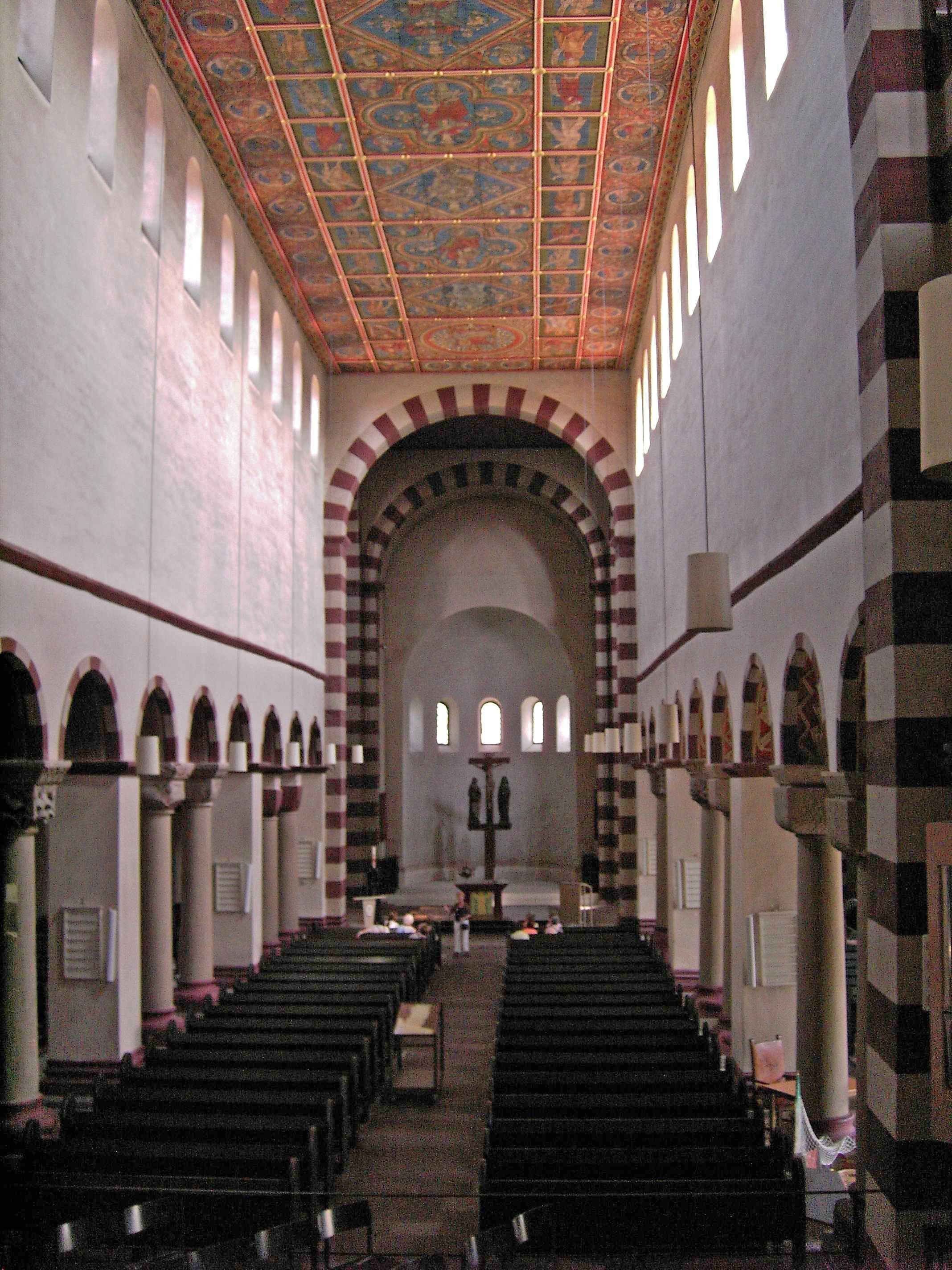
Igreja de San Miguel de Hildesheim. Estrutura de basílica romana.
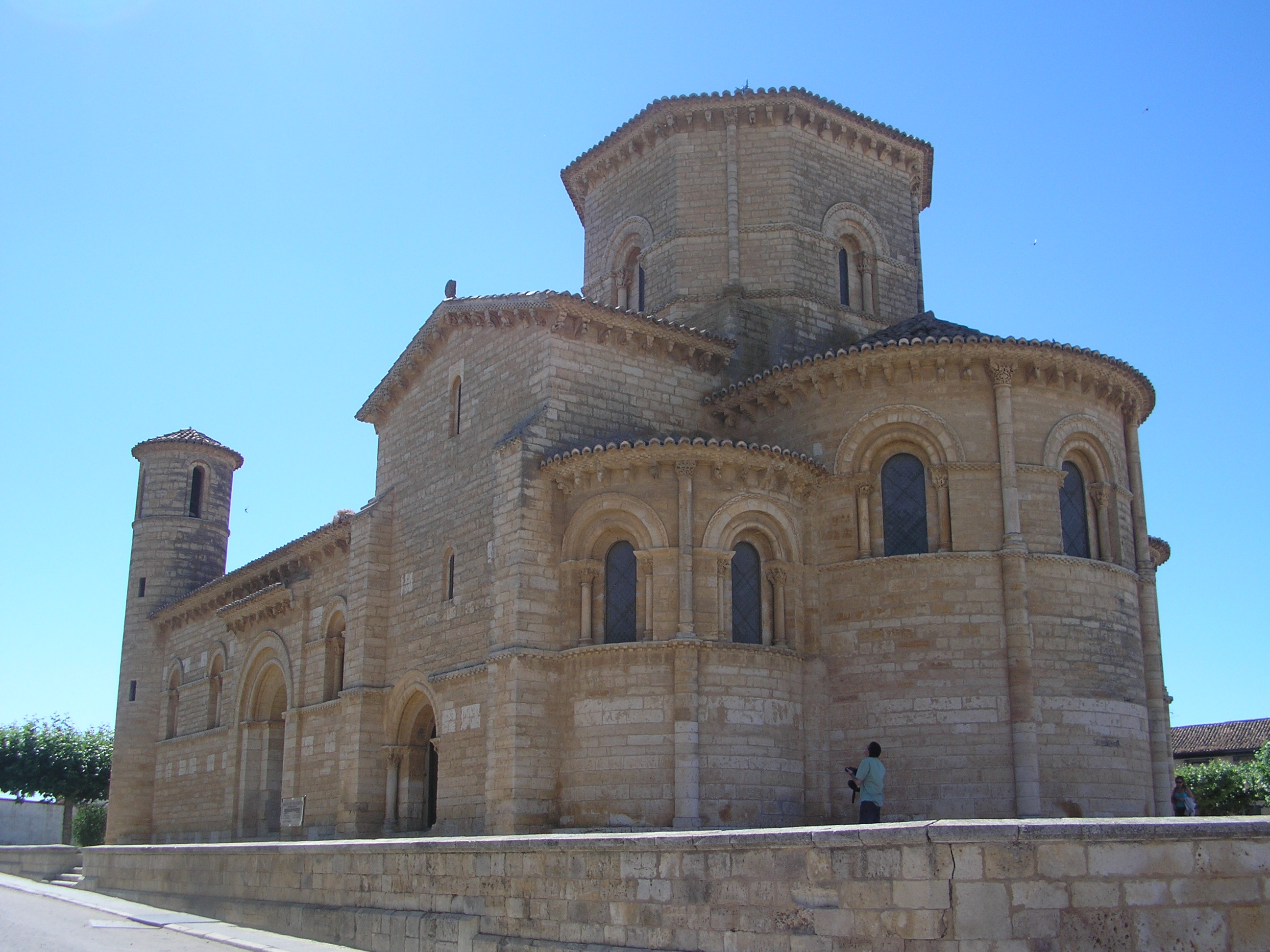
San Martín de Frómista (románico do Caminho de Santiago). Ábsides e planta de cruz latina, horizontalidade e poucos vãos.

Essa oposição, entre a arquitetura como espaço ou como volume, pode apreciar-se no diferentes que são os edifícios vistos e vividos desde fora e vistos e vividos desde dentro: como por exemplo, a diferença entre o espaço interior e a contemplação exterior das Pirâmides de Egipto; os templos gregos como o Partenon (desenhados para o culto exterior, como a procissão das Panateneas, e que acolhem em seu interior antes de mais nada a imagem do deus e o tesouro); os templos cristãos (desenhados como assembleias -eclessia- de crentes, para o culto no interior, e com precedentes nas catacumbas e as basílicas romanas, com grandes diferenças, como as que existem entre uma igreja românica -muros grossos, iluminação e altura limitadas- e uma catedral gótica -predomínio do vão, a altura e a luz-); o palácio de Versalhes ou os edifícios do Museu Guggenheim em Nova Iorque e Bilbao.

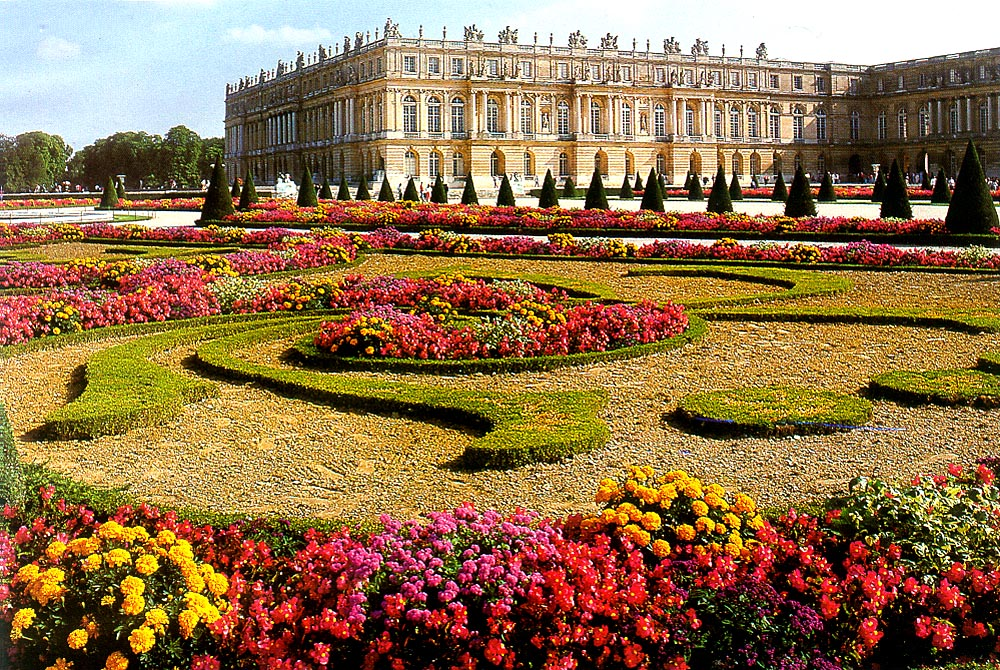
Exterior do Palácio de Versalles, com seus jardins.
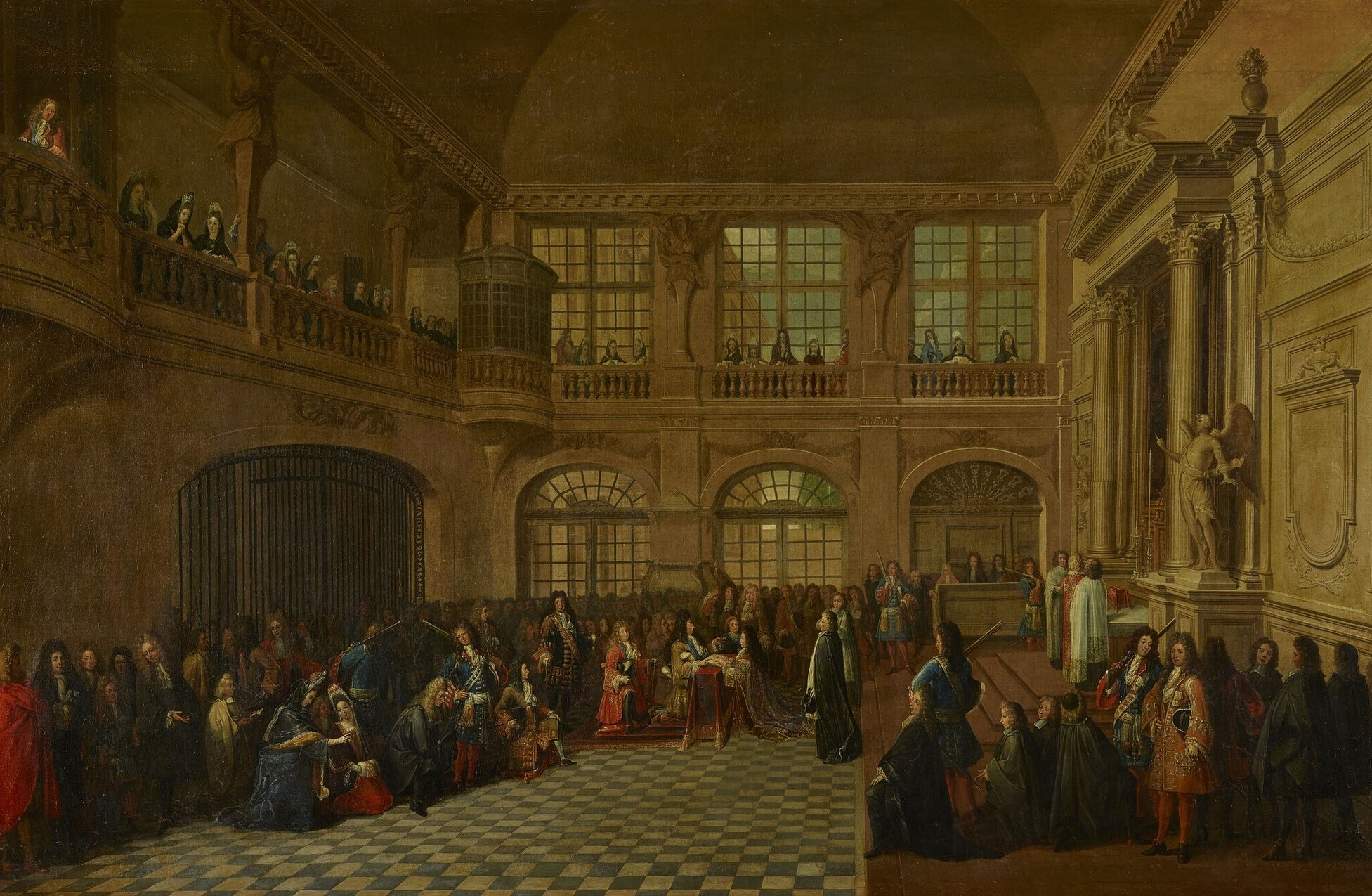
Interior do Palácio de Versalles, numa pintura de época.
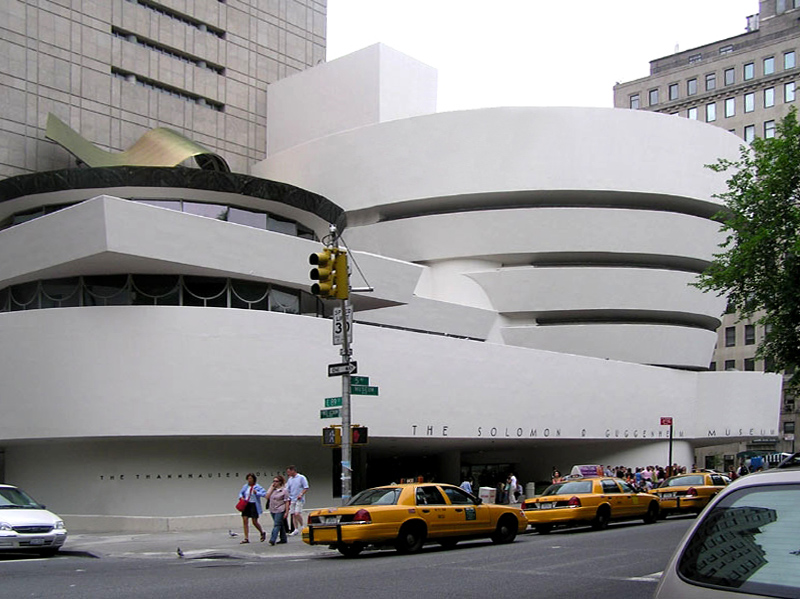
Exterior do museu Guggenheim de Nova Iorque.
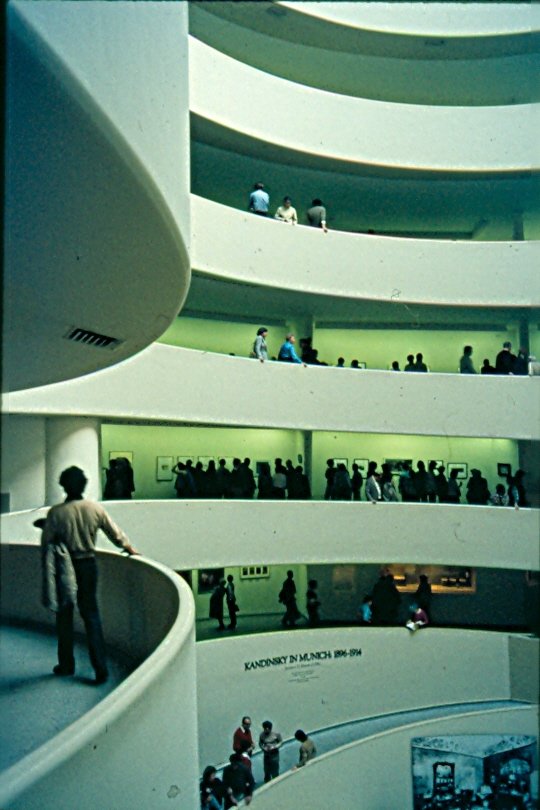
Interior do museu Guggenheim de Nova Iorque.

## Escalas em espaço e volume

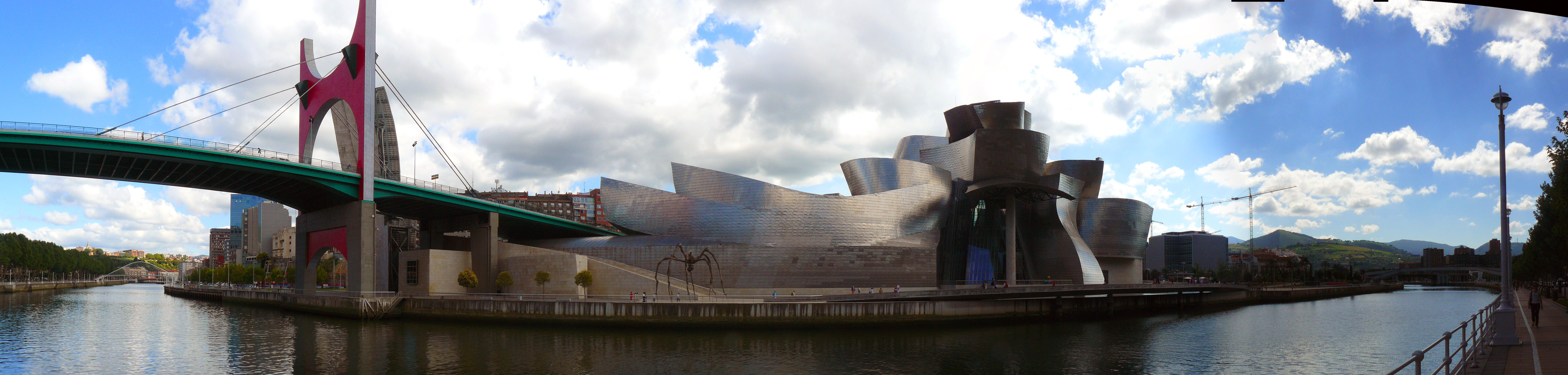
Museu Guggenheim de Bilbao, em seu meio urbanístico: a ria de Bilbao e suas pontes.

O volume a escala menor que o empregado em arquitetura é objeto de outra das artes plásticas: a escultura; enquanto o espaço a escala maior que o utilizado na arquitetura (espaço urbano) é objeto do urbanismo, que se serve das obras arquitetónicas, os demais elementos da paisagem urbana e os espaços que surgem entre eles: (ruas, praças, etc.) como seus próprios materiais.